# Pijnbank

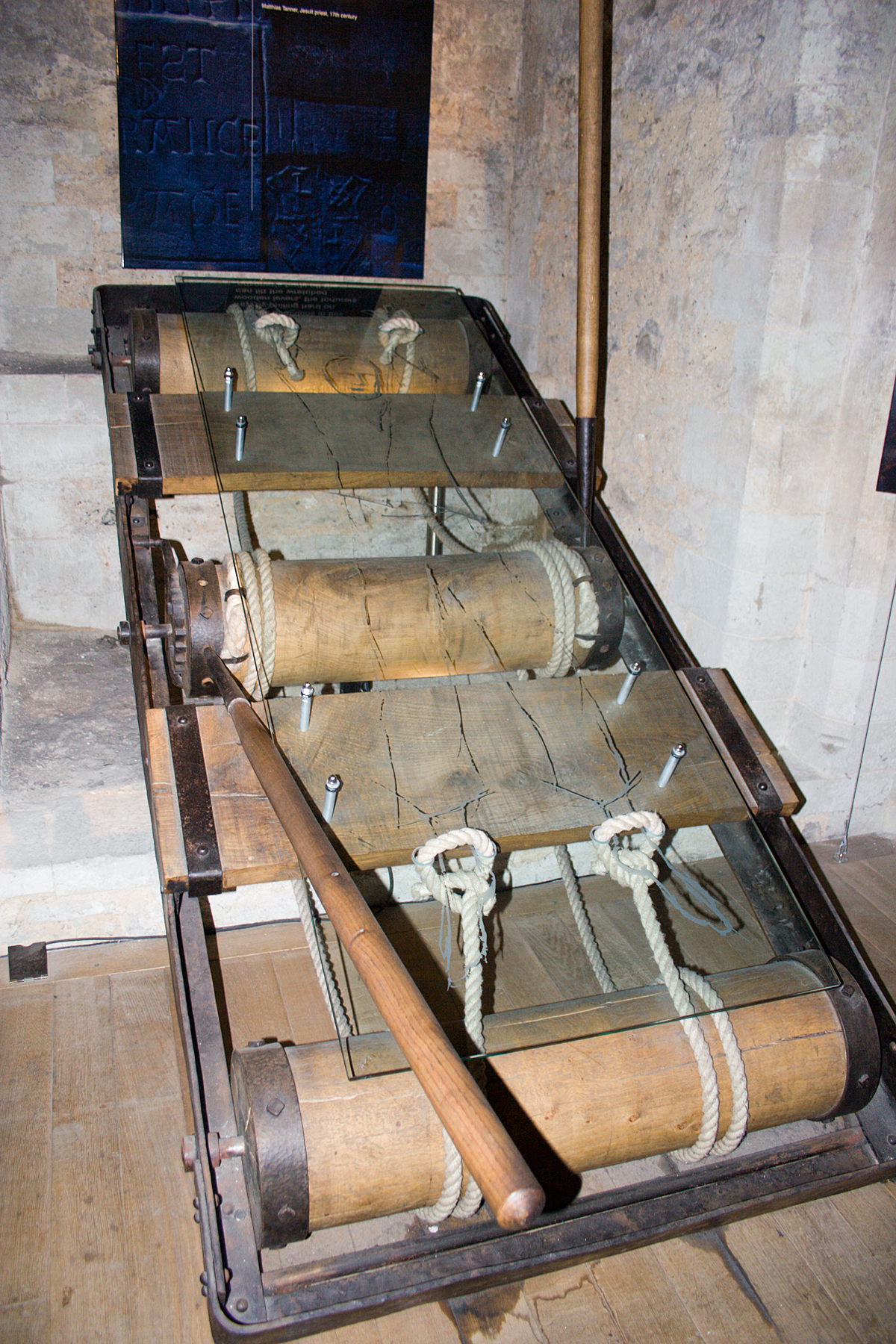
Een "torture rack" in de Tower of London

De pijnbank was een martelwerktuig om van een persoon een bekentenis of geheime informatie te verkrijgen. De pijnbank bestond al in de oudheid; de oudste voorbeelden dateren uit Griekenland.
De verdachte werd op de pijnbank gelegd en vastgebonden, zodat de beulen en de ondervragers alles konden doen met het slachtoffer. Er werd met vuurtoortsen, gesels, tangen, of met de waterproef gefolterd. De pijnbank was ook een soort rekbank, waarop de veroordeelde werd uitgerekt met behulp van touwen of kettingen aan het draairad. Later werden de pijnbanken geraffineerder gemaakt om iemands gewrichten te ontzetten.

## Nederlanden
In 1798 werd de pijnbank bij art. 36 Algemeene Beginselen van de Staatsregeling van 1798 afgeschaft. In de eeuwen hierna is dit in de wetboeken niet meer als ondervraagmethode opgenomen.
De uitdrukking "op de pijnbank leggen" wordt nog gebruikt om scherpe ondervragingsmethoden aan te duiden.